# Caladenia rigens
Caladenia rigens är en orkidéart som beskrevs av David Lloyd Jones. Caladenia rigens ingår i släktet Caladenia och familjen orkidéer. Inga underarter finns listade i Catalogue of Life.